# Lengkong (Bojong)
Lengkong is een bestuurslaag in het regentschap Tegal van de provincie Midden-Java, Indonesië. Lengkong telt 3611 inwoners (volkstelling 2010).